# Giacomo Zilli
Giacomo Zilli (Cividale del Friuli, 4 aprile 1995) è un cestista italiano.